# Parahestiasula obscura
Parahestiasula obscura es una especie de mantis de la familia Hymenopodidae.

## Distribución geográfica
Se encuentra en Nepal.